# Shirley Robertson
Pour les articles homonymes, voir Robertson.
Shirley Ann Robertson, née le 15 juillet 1968 à Dundee, est une navigatrice britannique.
Elle a gagné deux médailles d'or aux Jeux olympiques.

## Biographie
Shirley Robertson remporte la médaille d'or en classe Europe aux Jeux olympiques d'été de 2000. C'est la première médaille d’or en voile olympique en solitaire pour le Royaume-Uni, et la première médaille olympique pour une navigatrice britannique. Quatre ans plus tard, elle remporte une nouvelle médaille d'or en classe Europe aux Jeux olympiques d'été de 2004 avec Sarah Ayton et Sarah Webb. 
Elle est officier de l'ordre de l'Empire britannique.